# Exilio republicano español

Bandera tricolor de la República Española, usada entre 1931 y 1939.

La frase exilio republicano español se refiere al exilio del conjunto de ciudadanos de la Segunda República española que—durante la guerra civil de 1936 a 1939 y el período inmediato de posguerra—se vieron forzados a abandonar su tierra natal y desplazarse a otros países. Esto se debió ya fuera a motivos políticos e ideológicos o por temor a las represalias por parte del bando vencedor y del régimen político autoritario instaurado en España. Los exiliados permanecieron en el extranjero hasta que la evolución de las circunstancias internas del país les permitió regresar paulatinamente, aunque fueron muchos los que finalmente se integraron en las sociedades que les dieron refugio y, en algunos casos destacados, contribuyeron incluso a su desarrollo.
Una gran parte de los primeros refugiados—hasta 440 000 en Francia según un informe oficial de marzo de 1939—tuvieron que afrontar inicialmente duras condiciones de vida, que se agravaron como resultado del estallido de la Segunda Guerra Mundial. Aunque muchos de ellos lograron regresar en la década de 1940, el exilio republicano «permanente» quedó constituido por unas 220 000 personas, muchas de las cuales eran excombatientes, políticos o funcionarios comprometidos directamente con la causa republicana. Empero, entre ellas había también miles de parientes y civiles, junto con un número significativo de niños, intelectuales, personalidades de la cultura y artistas, científicos y docentes, y personas de profesiones cualificadas, lo que supuso un condicionante más en el proceso de reconstrucción del país a consecuencia del conflicto.
Los principales países de destino fueron, en particular, Francia, México, Argentina y la Unión Soviética, aunque también fueron amparados grupos importantes en otros países europeos y americanos tales como Uruguay, Chile, Colombia, Venezuela, Cuba, Perú, República Dominicana, Estados Unidos y el Reino Unido.
Con el transcurso de los años, la evolución política interna en España y el progresivo proceso de reconciliación, que culminaron con el periodo de la transición española y la instauración de la democracia, permitieron paulatinamente el regreso de los exiliados. Sin embargo, también fueron muchos quienes, por su grado de integración, decidieron permanecer en los países que les habían dado refugio y donde se encontraron posteriormente con otros españoles llegados como emigrantes, ya fuera por motivos económicos desde la década de 1950 o por un nuevo exilio: el de los perseguidos por la dictadura hasta 1975.

## Desplazamientos de población durante la guerra

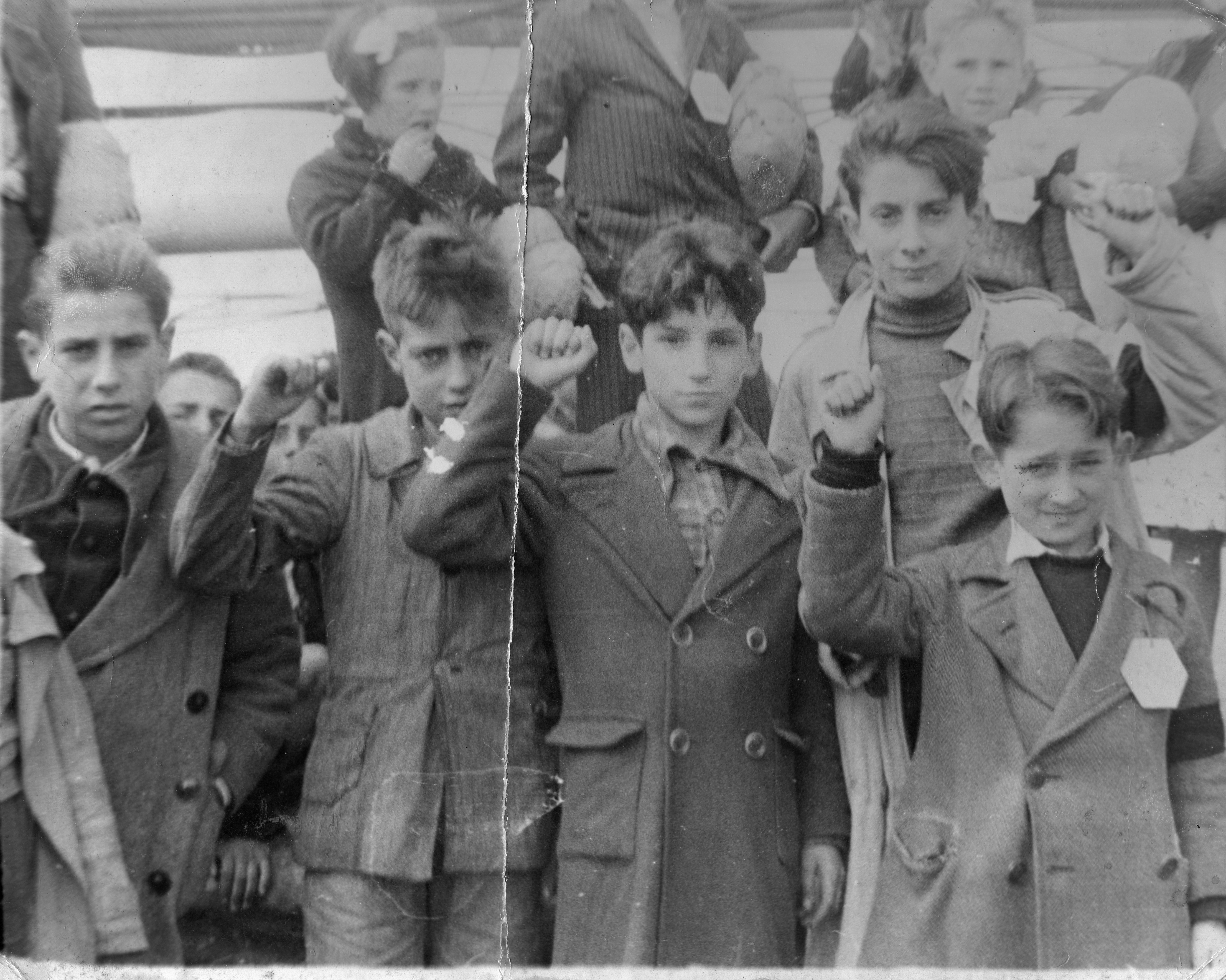
Niños preparados para la evacuación de España con el puño en alto, símbolo utilizado por la izquierda.

Los primeros desplazamientos de refugiados y exiliados se produjeron durante los primeros meses de la guerra y particularmente en el período de agosto a diciembre de 1936. Este período estuvo marcado por los episodios de violencia sistemática en contra de la población civil, tanto como resultado de la represión por motivos ideológicos por parte de las fuerzas sublevadas, como por los partidarios de la revolución social y el avance de las operaciones militares. Estos desplazamientos se dieron principalmente hacia Francia y estuvieron caracterizados por su naturaleza provisional. Agrupaban a personas provenientes de las regiones fronterizas de Aragón, Cataluña y el País Vasco, ya fuera por su condición de proximidad al bando sublevado, en el caso de las dos primeras, o de partidarios del Gobierno que huían del avance del frente de Irún, en el último, o simplemente de personas «neutras» que se veían amenazadas por el clima de hostilidad y violencia.
A medida que se desarrollaba el conflicto, el carácter provisional fue volviéndose más permanente y masivo en el caso de los desplazados próximos al bando republicano, al punto que, si bien los episodios de huida en desbandada continuarían produciéndose, se emprendieron acciones desde el gobierno republicano para ordenar de manera planificada algunas de las evacuaciones, particularmente las de menores. La Oficina Central de Evacuación y Asistencia al Refugiado fue constituida en octubre de 1936, en vísperas de la batalla de Madrid, en previsión de realizar operaciones masivas de evacuación hacia la costa mediterránea, mientras que la Confederación General del Trabajo de Francia creó el Comité d’accueil aux enfants d’Espagne (CAEE) en París en noviembre.

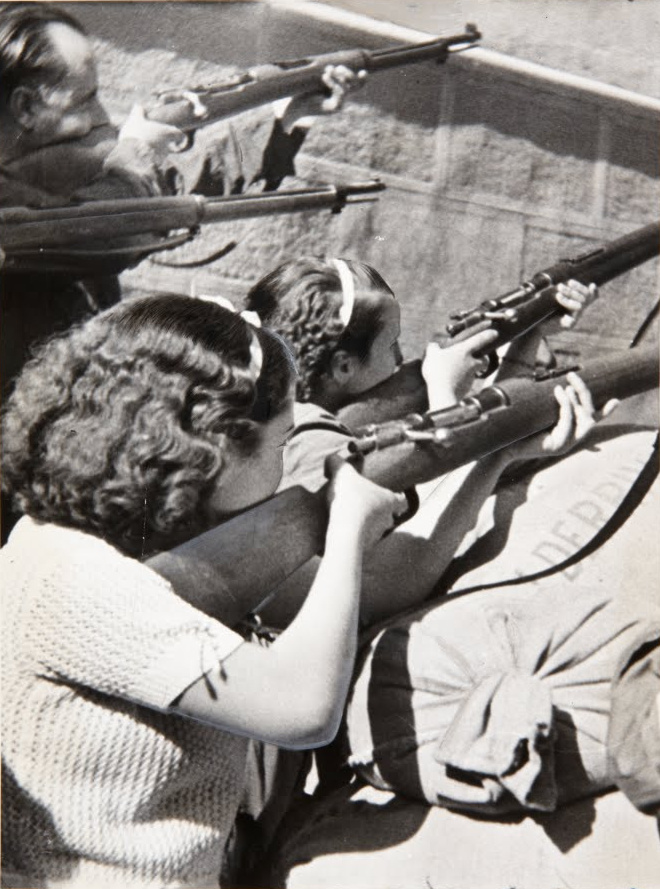
Milicianas republicanas durante el asedio del Alcázar de Toledo.

Las primeras evacuaciones de niños se produjeron desde Madrid y Valencia, con el envío de 100 menores hacia la Unión Soviética en febrero de 1937, y desde el País Vasco, donde se evacuaron a 450 personas hacia la isla francesa de Oléron, en la colonia Casa Dichosa. Más adelante, cerca de 300 de ellos fueron llevados a París y los restantes, albergados en Oostduinkerke, en Bélgica. También en 1937, en el mes de junio, llegaron 456 menores a México, que a partir de ese momento recibirían el apelativo de Niños de Morelia. Las gestiones para su traslado fueron posibles gracias al Comité de Ayuda a los Niños del Pueblo Español.
Bartolomé Bennassar (2004) señala que cerca de 10 000 ciudadanos del País Vasco huyeron por carretera hacia Francia. De Cataluña salieron muchos refugiados por vía marítima hacia Marsella y Génova así como a pie por los Pirineos, a la vez que intentaban evitar ser vistos por milicianos y carabineros. En total, se calcula que entre 30 000 y 35 000 refugiados de Cataluña llegaron a Francia e Italia entre julio de 1936 y finales de 1938.
Las operaciones militares en el llamado frente del Norte, que vieron progresar a las unidades franquistas desde Vizcaya hacia Santander en la primavera de 1937 provocaron una nueva oleada de miles de exiliados, con un número considerable de niños, esta vez exclusivamente republicanos, que se dirigían hacia Burdeos, La Rochela y Lorient. A raíz del bombardeo de Guernica, el Reino Unido aceptó acoger a niños republicanos. De este modo, el 21 de mayo de 1937 partían al exilio desde Santurce con destino al puerto inglés de Southampton cerca de 4 000 niños vascos a bordo del buque Habana (con capacidad para 400 pasajeros).
Meses más tarde Arthur Hinsley, cardenal y arzobispo prelado de Westminster, ejemplificaba la actitud profranquista de la jerarquía católica inglesa al mostrarse públicamente partidario de expulsar a España a los niños vascos refugiados en el país. En 1938, tras la batalla de la bolsa de Bielsa y la retirada de la 43ª División del Ejército Popular, tuvo lugar un nuevo desplazamiento de personas en Aragón que se refugiaron directamente del otro lado de la frontera. A finales de 1938, se estima que en suelo francés permanecían 40 000 exiliados, aunque se consideraba que mantenían una situación de desplazamiento provisional.
La mayor avalancha se produjo con ocasión de la pérdida de Barcelona por la República (febrero de 1939). En esos momentos, más de medio millón de personas huyeron a Francia. Sobre todo en las primeras etapas, una gran parte fue internada en los campos que el gobierno francés de Daladier habilitó para tal caso. Las condiciones en tales campos fueron deplorables, como en el caso del Campo de Gurs. En esos primeros meses, cerca de la mitad de aquellos que se habían refugiado inicialmente en Francia regresaron a España (ya enteramente dominada por los franquistas).
Unas semanas antes del fin de la guerra, el «informe Valière» realizado a petición del gobierno francés, estimaba que a 9 de marzo de 1939 había alrededor de 440 000 refugiados en Francia, de los cuales 170 000 eran mujeres, niños y ancianos, 220 000 soldados y milicianos, 40 000 inválidos y 10 000 heridos.

## El éxodo republicano de 1939 hacia Francia

### La retirada (enero-febrero 1939)
La emigración hacia Francia se aceleró de manera significativa durante el transcurso de la Batalla del Ebro y los meses posteriores, en un movimiento que vino a denominarse la retirada. El éxodo de ciudadanos provenientes de Cataluña fue masivo después de la caída de Barcelona el 26 de enero de 1939. El gobierno de Daladier decidió abrir la frontera franco-española el 27 de enero y los refugiados huyeron a través de los Pirineos por la Junquera, Portbou, Le Perthus, Cerbère y Bourg-Madame. Según un informe oficial con fecha de marzo de 1939, el número de refugiados españoles en Francia se estima en 440 000 personas. Además, los historiadores han estimado en 465 000 el número de refugiados después de la caída de Cataluña, de los que 170 000 eran civiles.

### Acogida de los refugiados
En la misma Francia, fueron los departamentos del sudoeste, próximos a España, los que acogieron al mayor número de refugiados, con una fuerte inmigración española en las ciudades de Burdeos y Toulouse, donde ya residían españoles. Los otros departamentos de la costa atlántica, en mayor medida Loira, también acogieron refugiados, así como el Macizo Central, Bocas del Ródano y la región parisina.
La acogida de los viajeros fue diferente según el lugar. Unos fueron bien recibidos y objeto de acciones de solidaridad, mientras que otros fueron vistos con desconfianza y hasta hostilidad en una Francia en crisis, con visos de xenofobia.

## Principales campos de internamiento

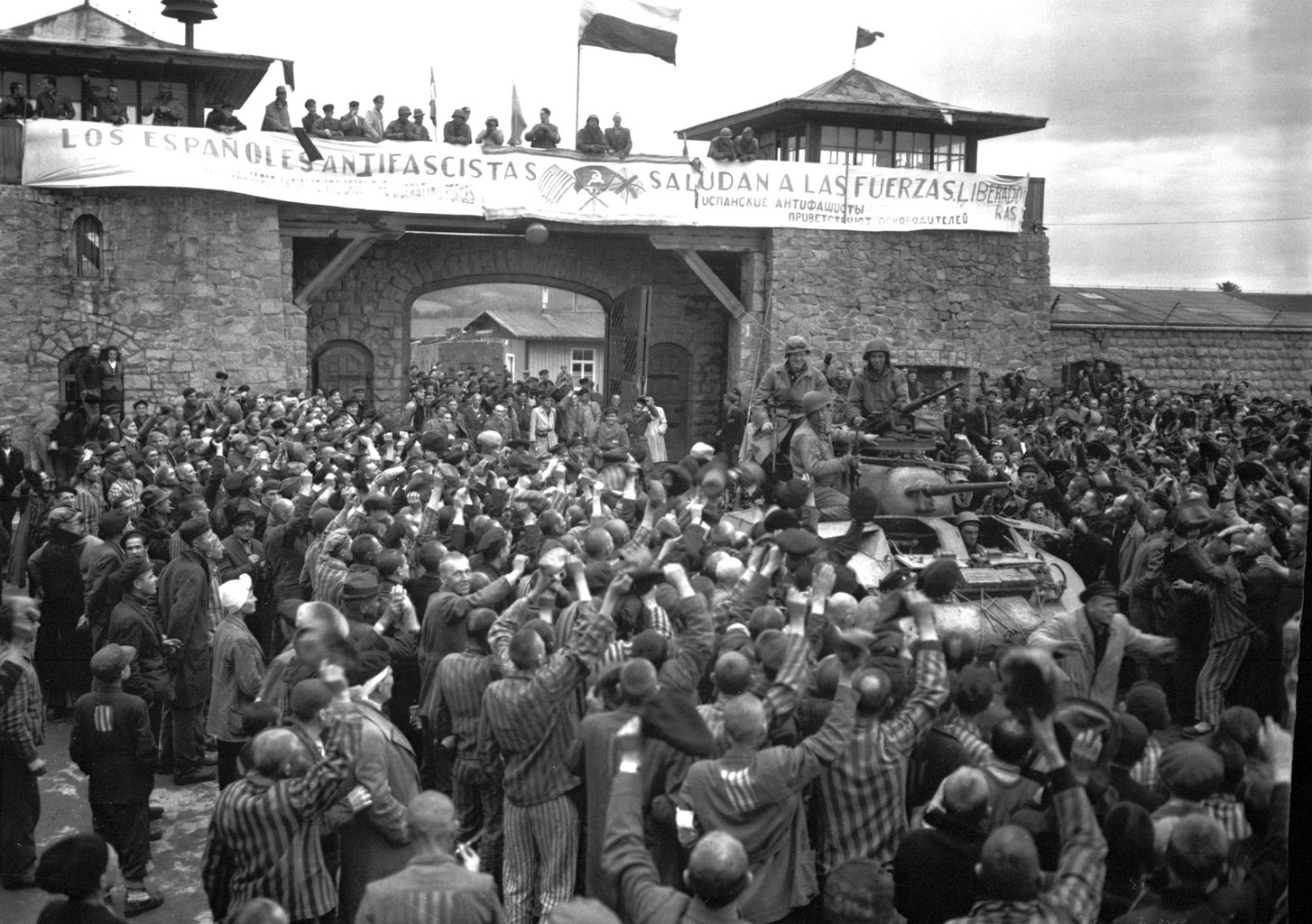
Liberación por los estadounidenses del campo de concentración de Mauthausen-Gusen bajo una pancarta escrita en español que reza: «Los españoles antifascistas saludan a las fuerzas liberadoras». Alrededor de 9 000 republicanos españoles acabaron en campos de concentración nazis.

Estos campos fueron evolucionando con el tiempo. Las autoridades francesas, agobiadas por el volumen de la mascaret humain —como la denominó el ministro del Interior Albert Sarraut—de la retirada, reagruparon a los refugiados en centros de «control» o «clasificación» en la frontera. Más tarde, los ubicaron en campos de concentración (término oficial de la época) o de «internamiento» ubicados en las faldas de los Pirineos y, especialmente, en las playas mediterráneas más próximas a la frontera. Allí serían recluidos unos 270 000 hombres, la mayoría excombatientes del ejército republicano. Consistía en un terreno de arena cercado por alambradas en el que ni siquiera existía un techo bajo el que cobijarse y rodeado de soldados senegaleses armados de ametralladoras y fusiles.
Fueron situados en principio en el departamento de Pirineos Orientales, como en el caso del campo de Saint-Cyprien, el campo de concentración de Argelès-sur-Mer o el campo de Le Barcarès en las playas. Estos campos de internamiento especializados—que agrupaban especialmente a vascos, antiguos combatientes de las Brigadas internacionales (campo de Gurs), catalanes (Agda, campo de Rivesaltes), ancianos (Bram) y a la división Durruti (Campo de Le Vernet), fueron creados tierra adentro en febrero de 1939 en los departamentos vecinos del Rosellón, para compensar por el crecimiento de las estructuras del litoral y las condiciones sanitarias deterioradas.
Al mencionar las cifras de exiliados españoles, los registros a menudo omiten a aquellos que desembarcaron en el norte de África, que fueron cerca de 10 000. Anne Charaudeau (1992) explica en detalle la forma en que estos desterrados fueron tratados después de su llegada. Al principio, fueron detenidos en los campos a causa de su potencial peligrosidad, pero rápidamente se convierten en una mano de obra indispensable en tiempo de guerra. En la Argelia francesa, los exiliados a quienes se les volvía a capturar se les empleó en las canteras para la construcción del ferrocarril transahariano a partir de 1939. El historiador Peter Gaida (2014), describe así las condiciones de vida de los trabajadores forzados en el ferrocarril transahariano después de 1940:

Dans les camps du «Transsaharien», les travailleurs forcés sont exposés à un régime brutal, et de nombreux travailleurs succombent à la faim, aux maladies et à la torture, pour être libérés en mai 1943, après le débarquement des Alliés en Afrique du Nord. 

En los campos se producían enfrentamientos ideológicos entre los prisioneros, derivados de la guerra civil española, que eran explotados por las autoridades francesas. Estas aprovechaban, por ejemplo, las tensiones entre anarquistas y comunistas para controlar a estos últimos, como en el caso del campo de Vernet d'Ariège, que se convertiría en un campo disciplinario para prisioneros políticos bajo el régimen de Vichy.

### Los refugiados durante la Segunda Guerra Mundial (1940-1945)

#### Internamiento y trabajos forzados bajo el Régimen de Vichy

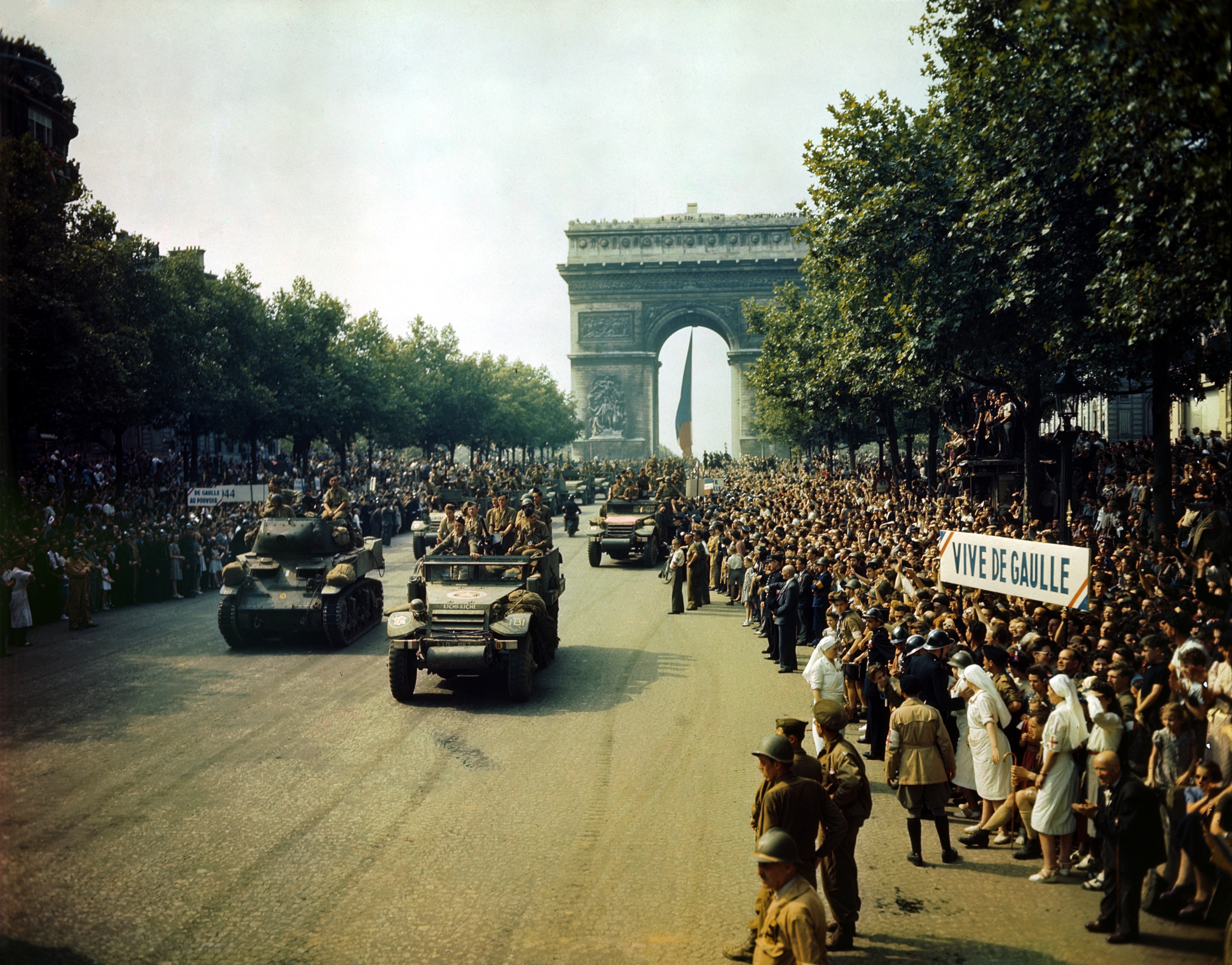
Desfile de la 2.ª División Blindada del general Leclerc por los Champs-Élysées de París el 26 de agosto de 1944. La vanguardia de los soldados que liberaron París la constituyó la Nueve, compañía de la División Leclerc constituida mayoritariamente por republicanos españoles.

Los historiadores de los campos del sudoeste observaron un endurecimiento de la política de internamiento bajo el régimen de Vichy y una «lógica de exclusión».
Los republicanos se incorporaron al esfuerzo bélico mediante la Compañía de Trabajadores Extranjeros (CTE), que el régimen de Vichy convirtió más tarde en los Grupos de Trabajadores Extranjeros (GTE) (1940). Entre 1942 y 1943, 26 000 españoles trabajadores de los GTE u otros son enviados, como parte del Servicio del Trabajo Obligatorio (STO), a las obras de la Organización Todt en el frente atlántico.
Según la historiadora Lilian Pouységur (1994), el episodio de los campos actuó como un catalyseur de l'identité républicaine espagnole. Tuvo un fuerte impacto en el imaginario republicano, dejando el recuerdo de un país poco abierto a la lucha contra las fuerzas fascistas.

#### Compromiso entre el ejército francés y la resistencia
Entre 1939 y 1940, muchos republicanos (como por ejemplo, José Bort-Vela y su hermano) pidieron enrolarse en las Compañías de Trabajadores Extranjeros y en los batallones de extranjeros del ejército francés, a pesar de la desconfianza de los oficiales hacia los comunistas obligados por el pacto de no agresión nazi-soviético. A finales de 1942, muchos se unieron a la resistencia, el maquis y las fuerzas francesas libres, e incluso contribuyeron a descifrar el código criptográfico alemán de Enigma (el equipo de Faustino Antonio Camazón). Los exiliados republicanos esperaban que, después de la caída del nazismo, la liberación de Francia contribuiría a la reconquista de su país. Durante la liberación de París el primer destacamento del ejército de Leclerc que entró en la ciudad era una sección española.

### Deportación
Los españoles obreros o combatientes de la resistencia republicana que hubieran sido detenidos en territorio francés y que no tuvieran el estatus de prisioneros de guerra fueron deportados hacia diversos campos de concentración franceses (tales como Saint-Cyprien o Argelès-sur-Mer) y más adelante a campos alemanes. Por ejemplo, las mujeres republicanas detenidas por actos de resistencia fueron trasladadas al campo de concentración de Ravensbrück. Al estar esparcidos en numerosos campos, constituyeron un grupo considerable, especialmente en el complejo de Mauthausen-Gusen, donde hubo registrados 7 288 españoles, de los cuales murieron 4 676. En total, 12 000 republicanos españoles fueron internados en campos de concentración o de trabajos forzados entre el 6 de agosto de 1940—que marca la primera salida hacia Mauthausen—y mayo de 1945.

## El exilio republicano hacia Hispanoamérica y los Estados Unidos

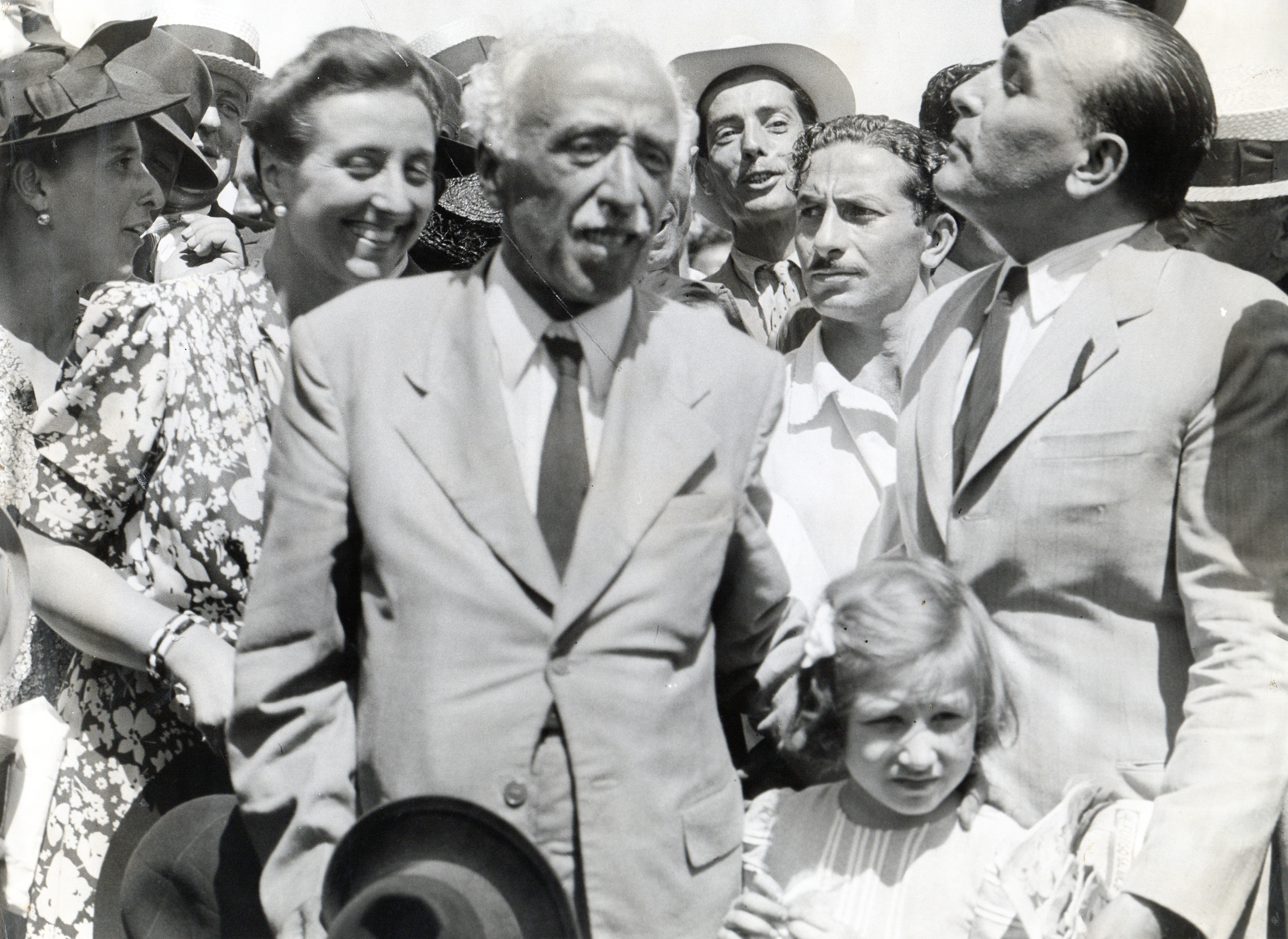
El expresidente Alcalá-Zamora en el exilio en Buenos Aires, 1942.

Ante el problema de los refugiados españoles, el gobierno francés inicia negociaciones con países latinoamericanos para que los reciban, aunque al principio sólo recibe tres respuestas afirmativas: México, Uruguay y Chile.
En febrero de 1939, el presidente de México, Lázaro Cárdenas, aceptó recibir a una parte de los exiliados, siguiendo el ejemplo de Chile que ya había fletado el SS Winnipeg.
México fue el único país que recibió a los exiliados con los brazos abiertos. Al final, el país acogió al 15% de todos los exiliados, convirtiéndose así en el segundo mayor receptor después de Francia.
México asignó fondos del estado para establecer la institución cultural Casa de España en México (1938-1940), que luego pasó a ser el actual Colegio de México. Además, se establecieron la revista España Peregrina y la Editorial Séneca, dedicadas a autores y temas españoles. Otros países que acogieron a los refugiados—alrededor de 2 000—fueron Argentina, Venezuela, Colombia y Cuba.
El 19 de octubre de 1939, de La Rochelle partió el buque trasatlántico SS Massilia, que llegó a Buenos Aires, Argentina, el 5 de noviembre. Iban a bordo 384 personas de varias nacionalidades, que huían de la guerra en Europa. Más de la mitad eran intelectuales republicanos españoles de diversas profesiones y oficios que se oponían al Franquismo.
El escritor Rafael Alberti y el compositor Manuel de Falla se exiliaron en Argentina. El físico Blas Cabrera se refugió en México, al igual que los escritores Tomás Segovia, Emilio Prados, Max Aub y José Bergamín. El médico y biólogo Severo Ochoa, los filólogos Américo Castro y Tomás Navarro Tomás, el escritor Ramón J. Sender, el profesor y político Fernando de los Ríos y la familia de Federico García Lorca fueron a los Estados Unidos. Y el escritor Manuel Altolaguirre, a Cuba. De esta manera, la Generación del 27 quedó dispersada por Europa y América.

### El caso de México
Cerca de 50 000 exiliados, con un nivel cultural más elevado que la media de los demás, se embarcaron para México. La mayoría eran intelectuales, científicos y artistas. Esta aportación contribuyó a la dinamización del país. Según el historiador y filósofo Juan Marichal «el exilio español fue una fortuna [para el país]».
También había niños entre los refugiados, tales como los 500 Niños de Morelia, conocidos además como los Niños de la Guerra, que se embarcaron en el puerto de Burdeos.
El periodo de adaptación también fue diferente del que imperaba en Francia en aquella época. El escritor José Gaos, instalado en México, creó el neologismo «transtierro» para referirse a esta emigración transformada en integración avanzada en las culturas hispanoamericanas, en reacción al término «destierro», más comúnmente empleado.

### El caso de los Estados Unidos
Muchas figuras intelectuales y políticas encontraron refugio en Estados Unidos. Tal fue el caso de la política republicana Victoria Kent, que rehizo allí su vida con su pareja, la filántropa Louise Crane. Ambas fundaron la revista Ibérica, que publicaba noticias de España para los exiliados republicanos en Estados Unidos y estuvo relacionada con la oposición democrática antifranquista española. Los archivos de ambas se conservan en la Universidad de Yale.
Toda la familia del poeta Federico García Lorca, asesinado por el régimen franquista en 1936, también encontró refugio en el país. Su madre Vicenta Lorca Romero, su padre Federico García Rodríguez, sus hermanas Concepción e Isabel y su hermano Francisco fueron acogidos por la familia de los profesores Gloria Giner de los Ríos García y Fernando de los Ríos, establecidos en Nueva York.
La mayoría de estas personalidades hicieron carrera académica en instituciones como el Middlebury College o la Universidad de Columbia, como por ejemplo, Laura de los Ríos Giner. Según la historiadora Bárbara Ortuño Martínez (2011), el hecho de que la mayoría de los exiliados encontraran trabajo en las numerosas instituciones universitarias diseminadas por el vasto territorio estadounidense provocó en muchos casos el aislamiento y la marginación cultural de la comunidad.

## El exilio republicano hacia la Unión Soviética
La cifras de la emigración republicana hacia la Unión Soviética han sido objeto de discusión. La mayoría de los historiadores coincide en calcular su número en varios miles de personas, compuestos exclusivamente de cuadros del Partido Comunista de España acompañados de sus familias. Se calcula que entre 2 900 y 3 200 niños fueron enviados a la Unión Soviética entre marzo de 1937 y octubre de 1938.
Al quedar olvidados después de la derrota de la República, sus destinos fueron diversos. Algunos se quedaron en la Rusia postsoviética, otros lograron huir (como Valentín González, luego de haber estado internado en el campo de concentración gulag de Vorkutá) y otros quedaron dispersos o murieron en combate al luchar por su nueva patria (como lo fue el caso del hijo de Dolores Ibárruri) durante la Segunda Guerra Mundial. Este episodio de la historia ha suscitado una abundante literatura.

## Exilio hacia la Argelia francesa
A medida que iban avanzando las tropas franquistas, los republicanos de Castellón y Alicante tuvieron que escapar por mar a bordo de más de cuarenta barcos, tales como el HMS Galatea y el SS Stanbrook,  que zarparon rumbo al norte de África con mujeres, hombres y niños a bordo en condiciones inhumanas. El SS Stanbrook fue el último barco que zarpó de Alicante, el 28 de marzo de 1939, con 2 638 refugiados. Pero más de 20 000 no pudieron abordarlo y fueron trasladados por las tropas franquistas a campos de concentración, tales como Los Almendros y Albatera, o a lugares provisionales como el Castillo de Santa Bárbara o la plaza de toros de Alicante. El SS Stanbrook llegó al puerto de Mazalquivir, cerca de Orán.

### Campamentos en la Argelia Francesa
Estos refugiados eran internados en los llamados campos de refugiados, que en realidad eran campos de trabajo ubicados en Boghar (Camp Morand, cerca de Ksar El Boukhari) y Camp Suzzoni. Alrededor de 15 000 refugiados españoles en la Francia continental fueron deportados a la Argelia francesa en el verano. En total, el número de españoles que pasaron por los campos norteafricanos se estima en unos 30 000. Entre los cincuenta campos utilizados para internar a españoles, los principales son, además de los ya mencionados: los de Relizane, Bouarfa, Settat, Oued-Akrouch, Kenadsa y Tandara. Además, se crearon campos disciplinarios o de castigo en Hadjerat M'Guil, Aïn El Orak, Meridja, Djelfa y Berrouaghia. Muchos de estos refugiados fallecieron en los campamentos del norte de África.

## Los exiliados de la posguerra (1945-1975)
Aunque el bando vencedor fue reconocido por los observadores internacionales después de la caída de Barcelona, la situación aún no se había resuelto para España. Los españoles habían quedado marginados tras la Segunda Guerra Mundial. La policía franquista se dedicaba a perseguir a la oposición y depurar las ciudades, lo que causó una situación a la que los historiadores se refieren como el período de «posguerra». Durante este período, desde 1938 hasta el inicio de los años sesenta, los exiliados continuaron huyendo del régimen.

## Evolución posterior del exilio republicano
Algunos de los exiliados, principalmente los hombres en edad militar, se vieron integrados como combatientes en la inminente Segunda Guerra Mundial, principalmente en el territorio de la propia Francia metropolitana, pero también en la Unión Soviética, en el Norte de África y en buena parte del resto de los escenarios de dicha guerra, ya fuera como combatientes regulares o participantes en acciones de la Resistencia. Alrededor de 9 000 republicanos españoles fueron deportados a campos de concentración nazis.

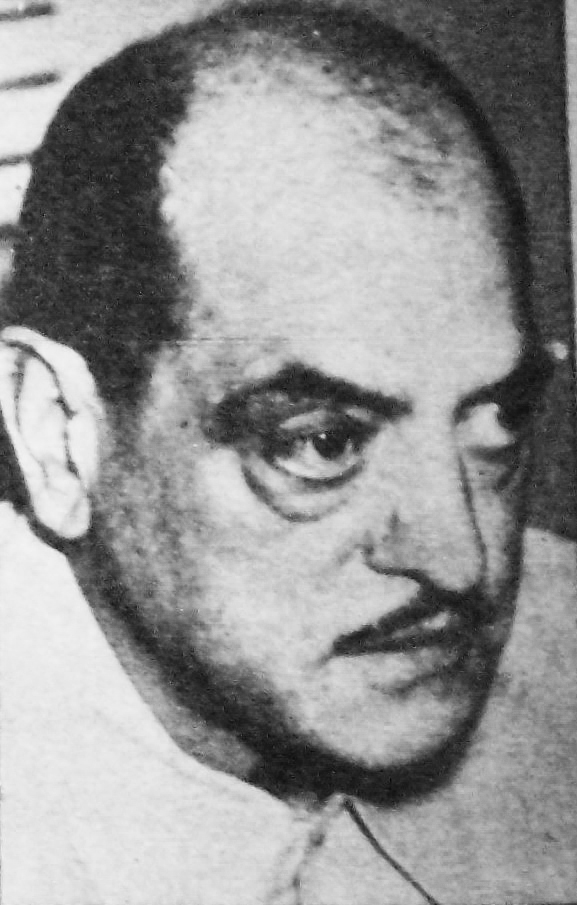
Luis Buñuel

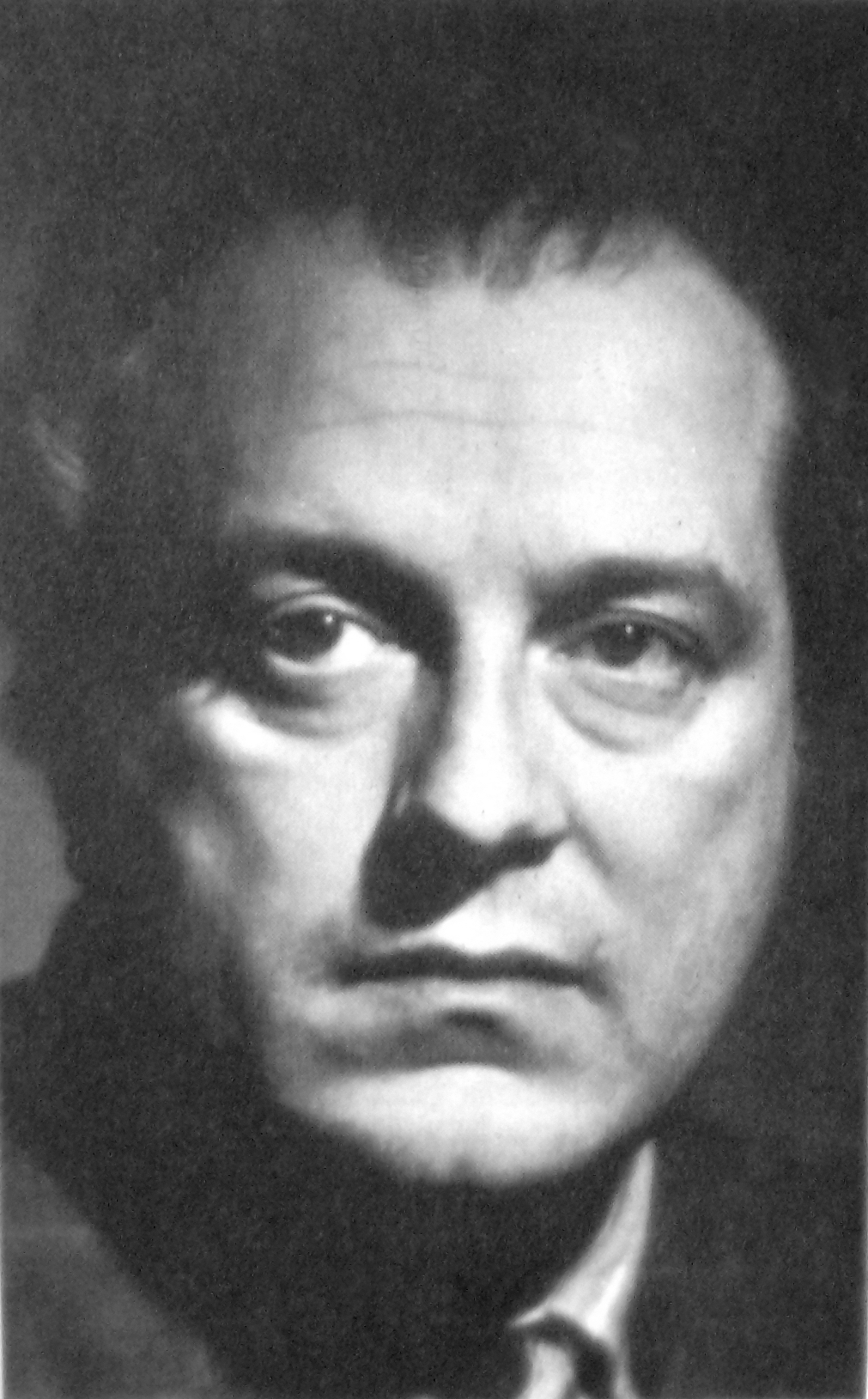
Rafael Alberti

Una parte del exilio republicano marchó a Hispanoamérica, que se benefició de un grupo intelectual y artístico formado en su mayor parte por las instituciones derivadas del Krausismo, la Institución Libre de Enseñanza, la Junta para la Ampliación de Estudios, la Residencia de Estudiantes, el Centro de Estudios Históricos, el Instituto Escuela y el Museo Pedagógico Nacional, entre otras. Esta fuga de cerebros empobreció la vida cultural de la posguerra española y enriqueció en cambio la de los países de acogida: México (gracias al apoyo del presidente Lázaro Cárdenas), Argentina y Estados Unidos entre otros. Más de quinientos médicos se exiliaron en México. La mayoría de los miembros de la Generación del 14, la Generación del 27 y los diversos movimientos históricos de vanguardia emigraron a otras tierras. Algunos llamaron a esto «trastierro» o «destierro». 
Muchos no pudieron regresar a su patria o lo hicieron a una edad muy avanzada tras la restauración de la democracia. Entre estos se cuentan biólogos tales como Severo Ochoa y Enrique Rioja Lo Bianco; físicos como Arturo Duperier Vallesa, Blas Cabrera y Onofre Rojo Asenjo; químicos como Enrique Moles y Francisco Giral; matemáticos como Enrique Jiménez González, Ricardo Vinós Santos y Lorenzo Alcaraz; ingenieros como Francisco Rived Revilla; astrónomos como Pedro Carrasco Garrorena y Marcelo Santaló; oceanógrafos como Odón de Buen; escritores como Manuel Azaña, Max Aub, Ramón J. Sender, Arturo Barea, Manuel Andújar, Rafael Alberti, Pedro Salinas, Luis Cernuda, Emilio Prados y Paulino Masip; cineastas como Luis Buñuel; artistas como José Gausachs, Óscar Domínguez y Pablo Picasso; historiadores como Claudio Sánchez Albornoz; filólogos como Tomás Navarro Tomás; pedagogos como José Castillejo y Lorenzo Luzuriaga; filósofos como Juan David García Bacca; y ensayistas como Anselmo Carretero, entre muchos otros.
No obstante, hubo numerosos casos de exiliados que regresaron a España durante la época de Franco, entre los que pueden mencionarse el general Vicente Rojo y los escritores Manuel Altolaguirre y José Bergamín. 
Hubo otros que optaron por quedarse y sufrieron represalias, como Antonio Rodríguez Moñino, o vivieron en una especie de exilio interior, como Juan Gil-Albert y Vicente Aleixandre.

## Conmemoraciones oficiales del 80.° aniversario (2019)

### España
En España, tres exposiciones marcaron el inicio de las conmemoraciones del 80.° aniversario del exilio republicano.

### Francia
Francia conmemoró oficialmente el 80.° aniversario de La retirada, particularmente en la ciudad de París, en los Pirineos Orientales y en todo el sur del país, en memoria de los 500 000 republicanos españoles que cruzaron la frontera con Francia a principios de 1939. Por primera vez, un presidente de gobierno español, Pedro Sánchez, visitó en Montauban la tumba del último presidente de la Segunda República Española, Manuel Azaña. También rindió homenaje en la ciudad de Colliure al poeta Antonio Machado, fallecido y enterrado allí en 1939.
En la capital francesa, el gobierno municipal de París votó por unanimidad crear un jardín y una calle dedicados a la memoria de Federica Montseny y Neus Català, respectivamente. Además, se llevaron a cabo ceremonias, en particular frente al Jardin des Combattants de la Nueve, en el Ayuntamiento de París y ante las placas conmemorativas en memoria de Domingo Tejero Pérez, José Barón Carreño y Conrad Miret i Musté—todos declarados oficialmente por el gobierno francés como «Muertos por Francia». Además, ante la placa en memoria de Manuel Pinto Queiroz Ruiz, en el Cementerio del Père Lachaise—lugar donde se ubica el monumento a los «Españoles Muertos por la Libertad», en honor a la República española—ante las sepulturas de Juan Negrín y Francisco Boix y en el Mont Valérien, en el Memorial Nacional de la Resistencia inaugurado por Charles de Gaulle el 18 de junio de 1960.

### Libros
- Alted Vigil, Alicia (1998). «La oposición al salazarismo en Ibérica (Nueva York, 1953–1974)».  En de la Torre Gómez, Hipólito; Vicente, António Pedro, eds. España-Portugal: estudios de historia contemporánea. Editorial Complutense. pp. 223-243. ISBN 9788489784321.
- Bennassar, Bartolomé (2004). La Guerre d'Espagne et ses lendemains (en francés). París: Éditions Perrin. ISBN 2-262-02001-9.
- Berdah, Jean-François (2008). «The Devil in France. The Tragedy of Spanish Republicans and French Policy after the Civil War (1936–1945)».  En Halfdanarson, Gudmundur, ed. Discrimination and Tolerance in Historical Perspective (en inglés). CLIOHRES. ISBN 9788884925589.
- De la Guardia, Carmen (2015). Victoria Kent y Louise Crane en Nueva York. Un exilio compartido. Madrid: Sílex . ISBN 9788477376187.
- Dreyfus-Armand, Geneviève (1999). L'exil des républicains espagnols en France. De la Guerre civile à la mort de Franco. (en francés). París: Éditions Albin Michel. ISBN 2226107215.
- Dreyfus-Armand, Geneviève (2020). «9. Spanish Republicans Exiled in France during the Second World War: War and Resistance».  En Brenneis, Sara J.; Herrmann, Gina, eds. Spain, the Second World War, and the Holocaust. History and Representation. (en inglés). Toronto: University of Toronto Press . pp. 185-198. ISBN 9781487532505.
- Fau, Jean-Claude (1994). «Le camp de réfugiés espagnols de Septfonds (Tarn-et-Garonne), 1939–1940».  En Cohen, Monique-Lise; Malo, Éric, eds. Les camps du sud-ouest de la France. Exclusion, internement et déportation, 1939–1944 (en francés). Toulouse: Éditions Privat. pp. 35-41. ISBN 2-7089-5375-3.
- Gaida, Peter (2014). «Les camps en Afrique du Nord». Camps de travail sous Vichy (en francés). pp. 367-405. ISBN 9781291842739.
- Gallego, Rubén (2003). Blanco sobre negro. Madrid: Editorial Alfaguara. ISBN 8420466727.
- Herrerín López, Ángel; Balado Insunza, Francisco M.; García Prieto, Beatriz (2023). Los viajes de las ideas en las migraciones transatlánticas. Individuos, grupos y redes. Madrid: Editorial UNED. ISBN 9788436280067.
- Herrmann, Gina (2020). «12. Spanish and Catalan Women in Ravensbrück».  En Brenneis, Sara J.; Herrmann, Gina, eds. Spain, the Second World War, and the Holocaust. History and Representation. (en inglés). Toronto: University of Toronto Press. pp. 237-257. ISBN 9781487532505.
- Mesquida, Evelyn (2016). La Nueve: los españoles que liberaron París. Madrid: Ediciones B. ISBN 9788466659352.
- Milza, Pierre; Peschanski, Denis (1994). Exils et migration: Italiens et Espagnols en France (1938–1946) (en francés). París: Éditions L'Harmattan. ISBN 2738430538.
- Parello, Vincent (2010). Des réfugiés espagnols de la guerre civile (en francés). Perpignan, Francia: Presses universitaires de Perpignan. ISBN 978-2-35412-405-2.
- Pérez Rodríguez, Jonay (2022). Los indeseables españoles: La gestión de los refugiados en Francia (1936-1945). Madrid: Centro de Estudios Políticos y Constitucionales. pp. 116-118. ISBN 978-84-259-1935-0.
- Pouységur, Lilian (1994). «Les réfugiés républicains espagnols dans le sud-ouest de la France».  En Cohen, Monique-Lise; Malo, Éric, eds. Les camps du sud-ouest de la France. Exclusion, internement et déportation, 1939–1944 (en francés). Toulouse: Éditions Privat. pp. 25-34. ISBN 2-7089-5375-3.
- Rankin, Nicholas (2017). Defending the Rock: How Gibraltar Defeated Hitler (en inglés). Londres: Faber&Faber. ISBN 9780571307708.
- Rubió Coromina, Jordi (2015). L'éxode català de 1936 a través dels pirineus (en catalán). Maçanet de la Selva, Cataluña: Editorial Gregal. ISBN 978-84-943898-5-6.
- Ruiz, Julius (2005). «5. The Decontamination of Madrid: The Purges of Civil Servants, Professionals, and Others». Franco's Justice: Repression in Madrid after the Spanish Civil War (en inglés). Oxford: Oxford University Press. ISBN 9780191712999.
- Sánchez Vázquez, Adolfo (2003). «Del destierro al transtierro». A tiempo y destiempo: Antología de ensayos. México: Fondo de Cultura Económica. pp. 549-563. ISBN 9681670000.

### Revistas
- Alted Vigil, Alicia (2005). «El «instante congelado» del exilio de los niños de la guerra civil española» (PDF). DEP. Deportate, esuli, profughe (Venecia: Università Ca' Foscari). La deportazione dei bambini. Memorie. (3): 264-281.
- Charaudeau, Anne (1992). «Les réfugiés espagnols dans les camps d'internement en Afrique du Nord». Hommes & Migrations (en francés) (París: Cité nationale de l'histoire de l'immigration) (1158): 23-28. ISSN 2262-3353.
- Dreyfus-Armand, Geneviève (2011). «L’accueil des enfants espagnols en France pendant la guerre d’Espagne et après la victoire franquiste». Documents pour l'Histoire du Français Langue Étrangère ou Seconde (en francés) (París: Société internationale pour l'Histoire du Français Langue Etrangère ou Seconde). Accueil et formation des enfants étrangers en France de la fin du XIXe siècle au début de la Deuxième Guerre mondiale (46): 105-122. doi:10.4000/dhfles.2095.
- Kateb, Kamel (enero de 2007). «Les immigrés espagnols dans les camps en Algérie (1939–1941)». Les Annales de Démographie Historique (en francés) (París: Éditions Belin) 113 (1): 155-175. ISSN 1776-2774.
- Keren, Célia (2018). «Quand la CGT faisait de l’humanitaire : l’accueil des enfants d’Espagne (1936-1939)». Le Mouvement Social (en francés) (París: Presses de Sciences Po) 264 (3): 15-39. ISSN 1961-8646.
- Murga Castro, Idoia; López Sánchez, José María (junio de 2018). «Post-war scenarios. Culture in times of war, exile and repression, 1936-1951». Culture & History Digital Journal (en inglés) (Madrid: Consejo Superior de Investigaciones Científicas) 7 (1). ISSN 2253-797X. doi:10.3989/chdj.2018.v7.i1.
- Ortuño Martínez, Bárbara (2011). «Contra el olvido: el exilio español en Estados Unidos».  En Faber, Sebastiaan; Martínez-Carazo, Cristina, eds. Diacronie studi di storia contemporanea (Bologna: Associazione culturale "Diacronie"). 3. «Spagna Anno Zero»: la guerra come soluzione (7). ISSN 2038-0925. doi:10.4000/diacronie.3158.
- Ortuño Martínez, Bárbara (2012). ««En busca de un submarino». Crónica a bordo del buque insignia del exilio republicano en Argentina: el Massilia». Cahiers de civilisation espagnole contemporaine. De 1808 au temps présent. (Centre de recherches ibériques et ibéro-américaines) (9). ISSN 1957-7761. doi:10.4000/ccec.4242.
- Rodrigo, Javier; Alegre Lorenz, David (junio 2022). «Before the Convention: The Spanish Civil War and Challenges for Research on Refugee History». Refugee Survey Quarterly (en inglés) (Oxford University Press) 41 (2): 196-217. ISSN 1020-4067. doi:10.1093/rsq/hdac005.
- Ruiz-Manjón Cabeza, Octavio (2007). «Gloria Giner de los Ríos: noticia biográfica de una madrileña». Cuadernos de historia contemporánea (Madrid: Universidad Complutense de Madrid) (Extra 1 (Ejemplar dedicado a: Homenaje a los profesores Guadalupe Gómez-Ferrer y Antonio Fernández)): 265-272. ISSN 0214-400X.
- Young, Glennys (2014). «To Russia with ‘Spain’: Spanish Exiles in the USSR and the Longue Durée of Soviet History». Kritika: Explorations in Russian and Eurasian History (en inglés) (Slavica Publishers) 15 (2): 395-420.

### Otras publicaciones
- Alted Vigil, Alicia (2002).  Fundación Pablo Iglesias, ed. El exilio de los niños (PDF). Exilio. Biblioteca Virtual Miguel de Cervantes. Madrid.
- Córdoba Guzmán, Paulo Tirso (2018). Repensar el transtierro: Una historia conceptual y sus implicaciones para la teoría hermenéutica (Tesis de maestría en filosofía). Bogotá: Universidad del Rosario.
- Peschanski, Denis (2000). Les camps français d'internement (1938-1946) (PDF) (Tesis de doctorado en historia) (en francés). París: Universidad de París 1 Panthéon-Sorbonne.
- Sánchez-Alonso, Blanca; Santiago-Caballero, Carlos (2021), The loss of human capital after the Spanish Civil War (en inglés), Madrid: Universidad Carlos III de Madrid, ISSN 2341-2542.